# Leptobatopsis bicolor
Leptobatopsis bicolor là một loài tò vò trong họ Ichneumonidae.